# Filiberto Ferrero
Filiberto Ferrero o Ferreri (Biella, 1500 - Roma, 14 de agosto de 1549) fue un eclesiástico italiano. 

## Biografía
Hijo primogénito de Maddalena Aimerico Sanseverino y de Gioffredo Ferrero, señor de Casalvolone, Pezzana y Villata, fue sobrino de los cardenales Bonifacio y Giovanni Stefano Ferrero, bajo cuya protección fue encaminado a la carrera eclesiástica, al igual que su hermano Pier Francesco. 
En 1518 su tío Bonifacio le cedió el obispado de Ivrea con el permiso del papa León X, aunque por no tener la edad canónica su consagración se retrasó catorce años, y sólo en 1543 tomó posesión de la diócesis, aunque nunca residió en ella.  En distintos periodos fue también abad in commendam de las abadías de San Michele de Chiusa, S. Stefano de Ivrea y S. Benigno Canavese.
En 1532 Clemente VII le envió como nuncio ante el duque de Saboya Carlos III, en cuyo cargo se mantuvo ocho años, y en 1534 Paulo III le hizo gobernador de Piacenza.  Entre 1537-38 fue nuncio ante el rey de Francia Francisco I, entre 1538-40 legado ad latere en el mismo destino y en 1541 vicelegado de Alessandro Farnese en Avignon. 
De regreso en Italia, en 1543 fue nombrado gobernador de Ancona, y en 1545 nuevamente nuncio en Saboya durante un breve periodo, pues ese mismo año viajó a Trento para asistir a las primeras sesiones del Concilio de Trento.  
Paulo III le creó cardenal en el consistorio de abril de 1549, con título de San Vital.  Fallecido cuatro meses después, fue sepultado inicialmente en Santa Maria della Pace, desde donde poco después fue trasladado al panteón familiar en la iglesia de San Sebastiano de Biella.  